# Bella Amore – Widerstand zwecklos
Bella Amore – Widerstand zwecklos ist eine deutsche Filmkomödie von Edzard Onneken aus dem Jahr 2014 und die sechste und letzte Episode der Fernsehreihe Bella mit Andrea Sawatzki in der Hauptrolle.

## Handlung
Bella Jung bekommt Besuch von ihrem Ex-Mann Martin und dessen Lebensgefährtin Catrin Reichelt. Bei der Geburtstagsfeier des gemeinsamen Patensohns Tom kommt es zu einem Kräftemessen in Form eines Baseballspiels, und Bella schlägt Martin versehentlich den Ball an den Kopf. Martin wird bewusstlos ins Krankenhaus gebracht, und noch während der Fahrt gehen Bella ihre letzten gemeinsamen Erinnerungen durch den Kopf. Besorgt informieren sich Bella und Catrin nach der ersten Untersuchung über seinen Zustand und erfahren, dass die Bewusstlosigkeit noch eine Weile andauern wird. Bella macht sich Vorwürfe, und damit er schneller aus dem Koma erwacht, hält sie ihm einen übelriechenden Käse unter die Nase, was tatsächlich die erhoffte Wirkung bringt. Martin erwacht, erinnert sich aber nicht mehr an die letzten Jahre seines Lebens. Der Arzt erklärt Bella und Catrin diese Art der Amnesie. Jegliche Art von Aufregung solle vermieden werden, weil Martins Gedächtnis sonst für immer verloren sein könnte. Seine Tochter Lena meint es dabei so gut, dass sie ihm zu viel Positives aus seiner jüngeren Vergangenheit berichtet und er sich nun einbildet, die Firma, bei der er arbeitet, gehöre ihm. Damit er sich nicht aufregt, weil die Realität ja anders aussieht, müssen alle anderen dieses Spiel nun mitspielen. Lena spricht deshalb mit Tobias Perlmann, dem Firmenchef, um ihn ebenfalls einzuweihen und verliebt sich dabei in ihn.
Bellas Schwester Ines und ihr Mann Olaf treffen sich inzwischen wieder und bemerken in ihrer Aussprache, dass ihnen nur noch Nostalgie aus ihrer Beziehung bleibt, aus der sich kaum eine Perspektive für die Zukunft ergibt. Olaf folgt der Eheberaterin Prabha Havenstein (Siehe auch Bella Dilemma) nach Bali.
Auch wenn Bellas Ex-Mann ihr noch immer viel bedeutet, will sie auf keinen Fall in ihr altes Leben zurück und versucht alles, damit Martin sein Gedächtnis wiederfindet. Schließlich hat sie sich in den letzten drei Jahren weiterentwickelt und ist nicht mehr die kleine, süße Maus, die Haus und Kind in Schuss hält und die restliche Zeit mit Kaffeekränzchen totschlägt. Von einem Tag auf den anderen stand sie alleine da, ohne eigenes Geld, dafür mit einer pubertierenden Tochter. Heute hat sie ihren eigenen Massagesalon – und das alles weiß Martin nun nicht mehr. Für Bella ein schwer zu ertragender Umstand. Martin wiederum möchte sich nur zu gern wieder an alles erinnern und hofft, dass Bella ihm dabei am besten helfen kann. Er lässt sich aus der Klinik entlassen und verbringt den halben Tag in ihrem Salon. Dort staunt er nicht schlecht, was „seine Frau“ hier so leistet. Er will auch nicht wahrhaben, dass er von ihr geschieden sein soll. Bella dagegen versucht alles, damit sich Martin an Catrin und die Beziehung mit ihr erinnert. Sie überzeugt ihn, zu Catrin zu ziehen. Das bringt ihm die Erinnerung aber noch immer nicht zurück. Für ihn „fühlt“ sich das alles falsch an und auch Catrin wird klar, dass Martins Herz nicht frei ist. Als er am späten Abend zufällig Bella begegnet, nimmt er sie in die Arme und meint, er könne einfach nicht anders. Sie sei seine Frau, auch wenn sie das nicht wolle. Im Inneren will sie aber schon, denn sie hat sich in den letzten drei Jahren nie ganz von ihm lösen können. Zurück war für sie nie eine Option, aber nun zurück in die Zukunft vielleicht schon.

## Hintergrund
Bella Amore – Widerstand zwecklos wurde vom 5. September 2013 bis zum 11. November 2013 in Berlin und Umgebung gedreht und hatte am 20. September 2014 in Deutschland seine Premiere im ZDF. Bellas Tochter Lena wird auch in dieser Folge, wie schon in Bella Familia – Umtausch ausgeschlossen und Bella Casa – Hier zieht keiner aus!, nicht mehr von Lotte Flack gespielt, sondern von Lucie Hollmann.

## Kritiken
Rainer Tittelbach von tittelbach.tv wertete: „‚Bella Amore – Widerstand zwecklos‘,  das Familientreffen mit den guten Bekannten des ‚Bella‘-Clans geht offensichtlich in die letzte Runde. Schade. Denn es gibt keine Unterhaltungsfilm-Reihe im deutschen Fernsehen, die so nah an der Beziehungsrealität ist & gleichsam so wunderbar als Komödie funktioniert.“ „‚Bella Amore – Widerstand zwecklos‘ […] wendet sich nun nach Bellas Anflug von gesellschaftlicher Verantwortung wieder den Herzensangelegenheiten zu.“
Die Kritiker der Fernsehzeitschrift TV Spielfilm vergaben die beste Wertung (Daumen nach oben) und meinten: „[…] nach dem tollen, sozialkritischen Teil 5 (‚Bella Casa‘) enttäuscht der wenig originelle Abschluss etwas. Witzig und liebenswert ist es aber bis zuletzt.“ Fazit: „Ein Ende mit Macken, aber immer amüsant.“